# 萨莱恩斯巴赫
萨莱恩斯巴赫是奥地利上奥地利州罗尔巴赫县的一个市镇。总面积37平方公里，总人口2302人，人口密度62.2人/平方公里（2005年）。